# Burg Niederulrain
Die abgegangene Burg Niederulrain, auch als Burgstall Ulrain bezeichnet, lag zwischen den Ortsteilen Ober- und Niederulrain der niederbayerischen Stadt Neustadt an der Donau im Landkreis Kelheim von Bayern. Auf der topographischen Karte ist am Westhang des Nussberges der Burgstall eingezeichnet; dieser liegt somit ca. 500 m südlich von Niederulrain und 700 m westsüdwestlich der Ortsmitte von Oberulrain. Die Anlage wird als Bodendenkmal unter der Aktennummer D-2-7236-0034 im Bayernatlas als „Burgstall des Mittelalters“ geführt. 

## Beschreibung
Über die Lokalisation der Burg gibt es nach Michael Wening (1645–1718) bereits zu seiner Zeit nur mehr mündliche Auskünfte der Dorfbewohner von einer Burg auf dem „Bichel“, Ulrain selbst war dazumal eine Hofmark ohne Schloss. Über das Aussehen der Burg ist nichts bekannt. Überreste der Burg (Pflastersteine der Kellergewölbe) sind Ende des 19. Jahrhunderts beim Umpflügen gefunden worden. Die Burg ist 1388 vom Zweiten Rheinischen Städtebund zerstört worden.

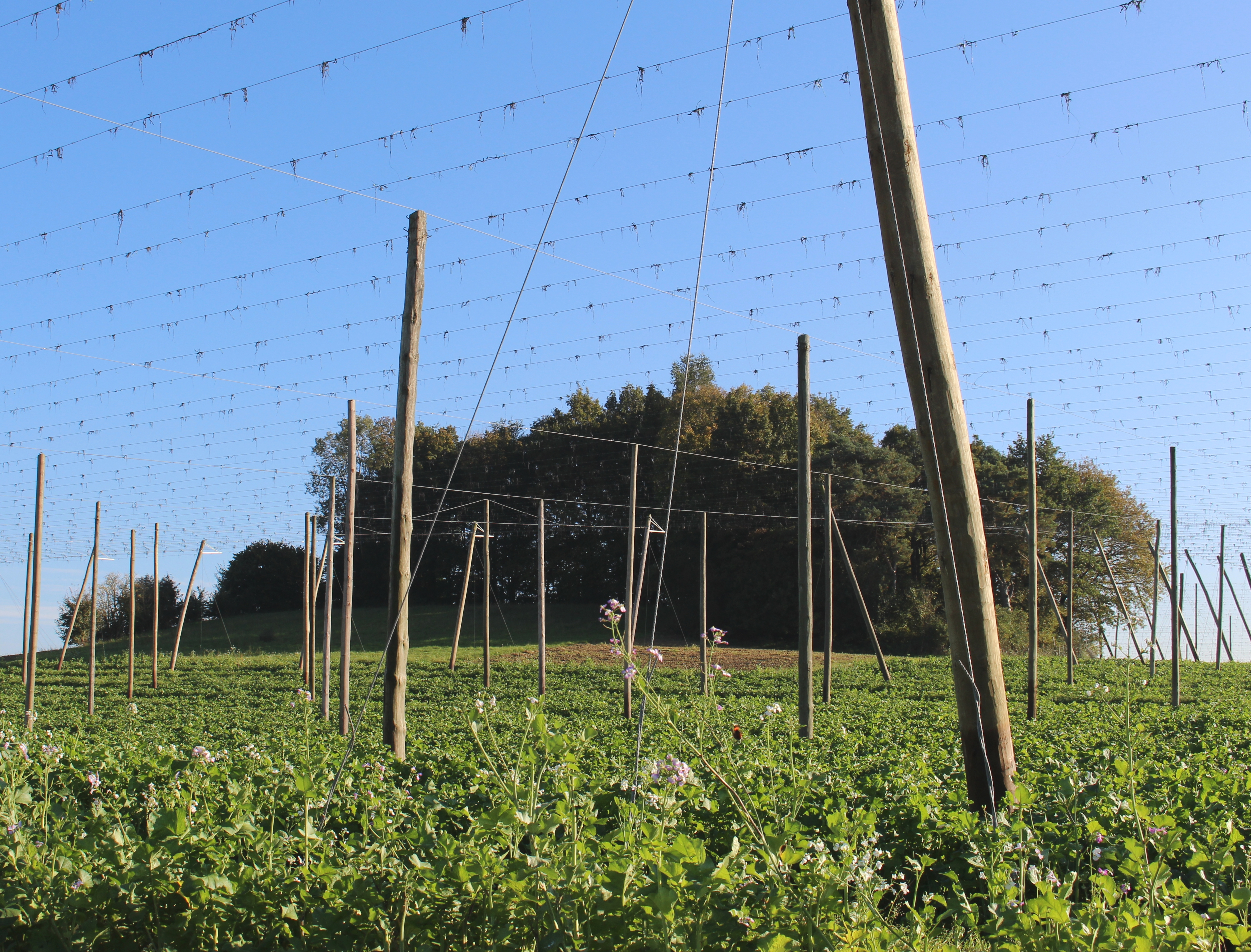
Burgplatz auf dem Nussberg bei Niederulrain

## Geschichte
Der Name Ulrain wird erstmals 900 bei dem Gütertausch eines Herirant genannt, der sein Eigen bei Straubing und Tann gegen diesen Besitz tauscht. Der Name Ulrain erscheint auch 1006, als der Abt Richolf vom Kloster St. Emmeram den  Besitz mit einem Rudpert tauscht. Mit der Burg stehen die Herren von Ulrain in Verbindung, die im 12. Jahrhundert Ministeriale der Herren von Wöhr waren und danach zu den Dienstmännern des bayerischen Herzogs gehörten. 1133/35 wird ein Heinrich von Ölrein bei einer Güterübertragung an das Kloster Weltenburg genannt. Im weiteren 12. Jahrhundert treten verschiedene Mitglieder dieser Familie bei Schenkungen an das Kloster Biburg und das Kloster Weltenburg auf. Die Brüder Konrad und Otto von Ulrain  verkaufen 1315 eine Gült an den Abt Ulrich vom Kloster Prüll. Ein Bertold von Ulrain liegt mit dem Kloster Niedermünster 1337 in Streit. Sein vermutlicher Sohn Ulrich lebt nicht mehr in Ulrain, sondern in Landshut; mit ihm ist das Geschlecht der Ulrainer ausgestorben.
Danach gelangt Ulrain spätestens 1344 an Heinrich Wimmer, Edler von Ulrain, 1365 an Heinrich den Harlander und dann an die Pusch zu Vilsheim. 1572 erwirbt Sebastian Kugler, Verwalter von Ort und Kloster Biburg, Ulrain. 1585 kaufen die Pilbis von Siegenburg diese Güter; auf dem Heiratsweg gehen diese dann an Johann Oswald von Eck bzw. seinen Sohn Nikolaus Bernhard über. 1693 erwirbt Karl Freiherr von Heydorn die Hofmark und über dessen Tochter Anna kommt diese an das ausgewanderte veronesische Geschlecht der Grafen Rambaldi. 1838 wird durch Heirat Nepomuk Freiherr von Imhof auf Untermeitingen der Hofmarksbesitzer.